# Clásica San Sebastián 1985
Die Clásica San Sebastián 1985 war die 5. Austragung der Clásica San Sebastián und fand am 16. August 1985 statt. Die Gesamtdistanz des Rennens betrug 244 Kilometer. Es siegte der Niederländer Adri van der Poel vor den beiden Spanier Iñaki Gastón und Juan Fernández Martín.

## Ergebnis
| Rang | Fahrer                | Team                   | Zeit         |
| ---- | --------------------- | ---------------------- | ------------ |
| 1    | Adri van der Poel     | Kwantum Hallen-Decosol | 5h 52' 32"   |
| 2    | Iñaki Gastón          | Reynolds               | gleiche Zeit |
| 3    | Juan Fernández Martín | Zor-Helios Cusin       | gleiche Zeit |
| 4    | Miguel Ángel Iglesias | Kelme-Merckx           | gleiche Zeit |
| 5    | Niki Rüttimann        | La Vie Claire          | gleiche Zeit |
| 6    | Antonio Esparza       | Kelme-Merckx           | gleiche Zeit |
| 7    | Imanol Murga          | Orbea–Gin MG           | gleiche Zeit |
| 8    | Ángel Camarillo       | Zor-Helios Cusin       | gleiche Zeit |
| 9    | Álvaro Pino           | Zor-Helios Cusin       | gleiche Zeit |
| 10   | Felipe Yáñez          | Orbea–Gin MG           | gleiche Zeit |